# Антигуа и Барбуда на Паралимпийских играх
Антигуа и Барбуда на Паралимпийских играх впервые приняли участие в 2012 году на летних Играх в Лондоне (не участвовали в Играх 2016 и 2020 годов). На зимних Играх Антигуа и Барбуда участия пока не принимали. Медалей на Играх спортсмены Антигуа и Барбуда пока не завоевали.